# Cordillera Septentrional
Cordillera Septentrional är en bergskedja i Dominikanska republiken. Den ligger i den centrala delen av landet, 140 km nordväst om huvudstaden Santo Domingo.
Cordillera Septentrional sträcker sig 11,7 km i sydostlig-nordvästlig riktning. Den högsta toppen är Loma Diego de Ocampo, 1 200 meter över havet.
Topografiskt ingår följande toppar i Cordillera Septentrional:
- Cerro Alto de la Laguna
- Loma de Francisco
- Loma de la Finca
- Loma de Satanás
- Loma Diego de Ocampo
- Loma El Aguacate
- Loma El Alto de la Manacla
- Loma El Alto del Bejucal
- Loma El Alto del Bohío
- Loma El Alto del Chicharrón
- Loma El Congo
- Loma El Gajo del Naranjo
- Loma El Jamo
- Loma El Ranchito
- Loma La Bajada de Isidro
- Loma La Finca de Isidro
- Loma La Sierra